# レオ9世 (ローマ教皇)
レオ9世（Leo IX, 1002年6月21日 - 1054年4月19日）は、ローマ教皇（在位：1049年 - 1054年）。ヒルデブランド（後の教皇グレゴリウス7世）らの人材を得て教会改革に尽力した教皇。聖別されており、教会慣用名はレオ。

## 生涯

### トゥール司教から教皇へ
アルザス地方（現在のフランス東端部）のダグスブルクの出身。アルザス貴族のエギスハイム伯家（エティション家の分家）に生まれた。前名はブルーノ (Bruno) である。
神聖ローマ皇帝コンラート2世の縁者であったことからコンラート2世に仕え、1026年にコンラート2世によってトゥールの司教（在位：1026年 - 1051年）に任じられた。1049年、コンラート2世の息子の神聖ローマ皇帝ハインリヒ3世の推挙を受け、トゥール司教在任中にてローマ教皇として即位した。登位は1049年2月12日であった。

### 教会改革
登位後は乱れた教会秩序の回復のため、皇帝との協調関係を保ちつつ教会の改革に努めた。レオ9世は、ローマ教皇として教会改革にはじめて着手した人物であり、その改革はクリュニー修道院の主張から多大な影響を受けていた。レオ9世はクリュニー修道院出身者をはじめ、数多くの有能な改革者たちを教皇庁に取り込んだ。その中には、後に教皇グレゴリウス7世となるイルデブランドもいた。教皇庁の組織は強化され、数多くの修道院がローマに結び付けつけられた。
レオ9世の在位期間は5年におよんだが、その内ローマで過ごしたのは半年に満たなかったと推定される。なぜなら、レオ9世はドイツやフランスの各地において改革的教会会議（公会議）を開き、現地の司教や修道院長を集め、「倫理的刷新」を合言葉にシモニア（聖職売買）やニコライスム（聖職者妻帯）の禁止の決議をおこない、その徹底に努めたからであった。これは後のグレゴリウス改革の先駆的な営みであり、初期教会改革を代表する重要な試みと評することができる。

### 東西教会の分離
東西教会の分裂を解決するための努力もおこなったといわれる。しかし、コンスタンティノープル総司教のケルラリウス（ミハイル1世）を破門した。これにより、かねてから進行していた東西教会の分離が決定的となった。
1053年には、教皇庁をおびやかすイタリア半島南部のノルマン人勢力と戦ってレオ9世自身が捕虜となり、獄中でマラリアに罹患、翌年にそれがもとで死去した。51歳没。彼の死によってキリスト教の東西教会は最終的に分離した。

## ギャラリー

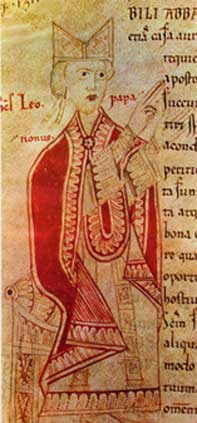
レオ9世
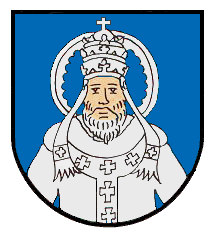
聖レオのワッペン
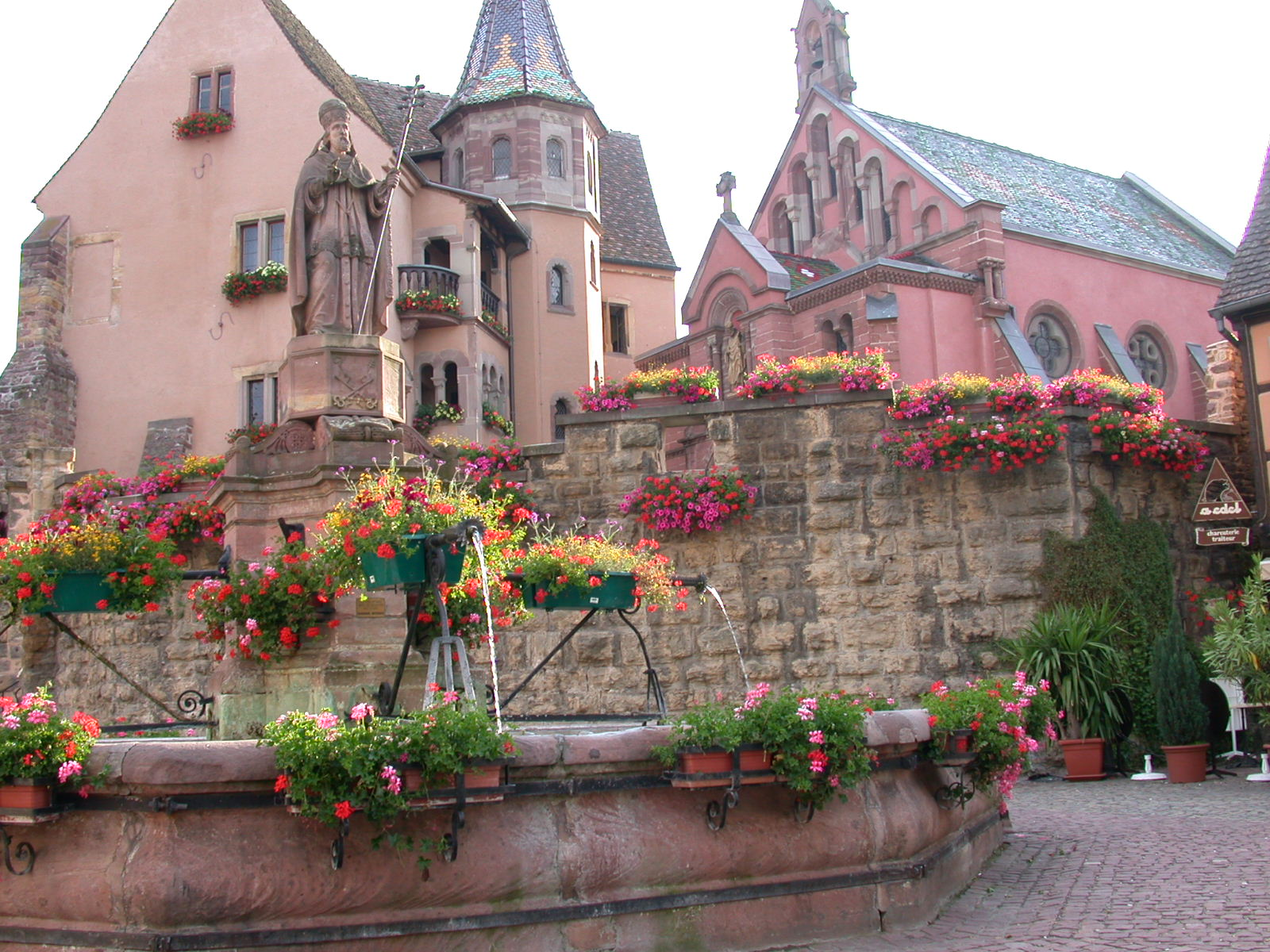
エギスハイム伯の居城とレオ9世像
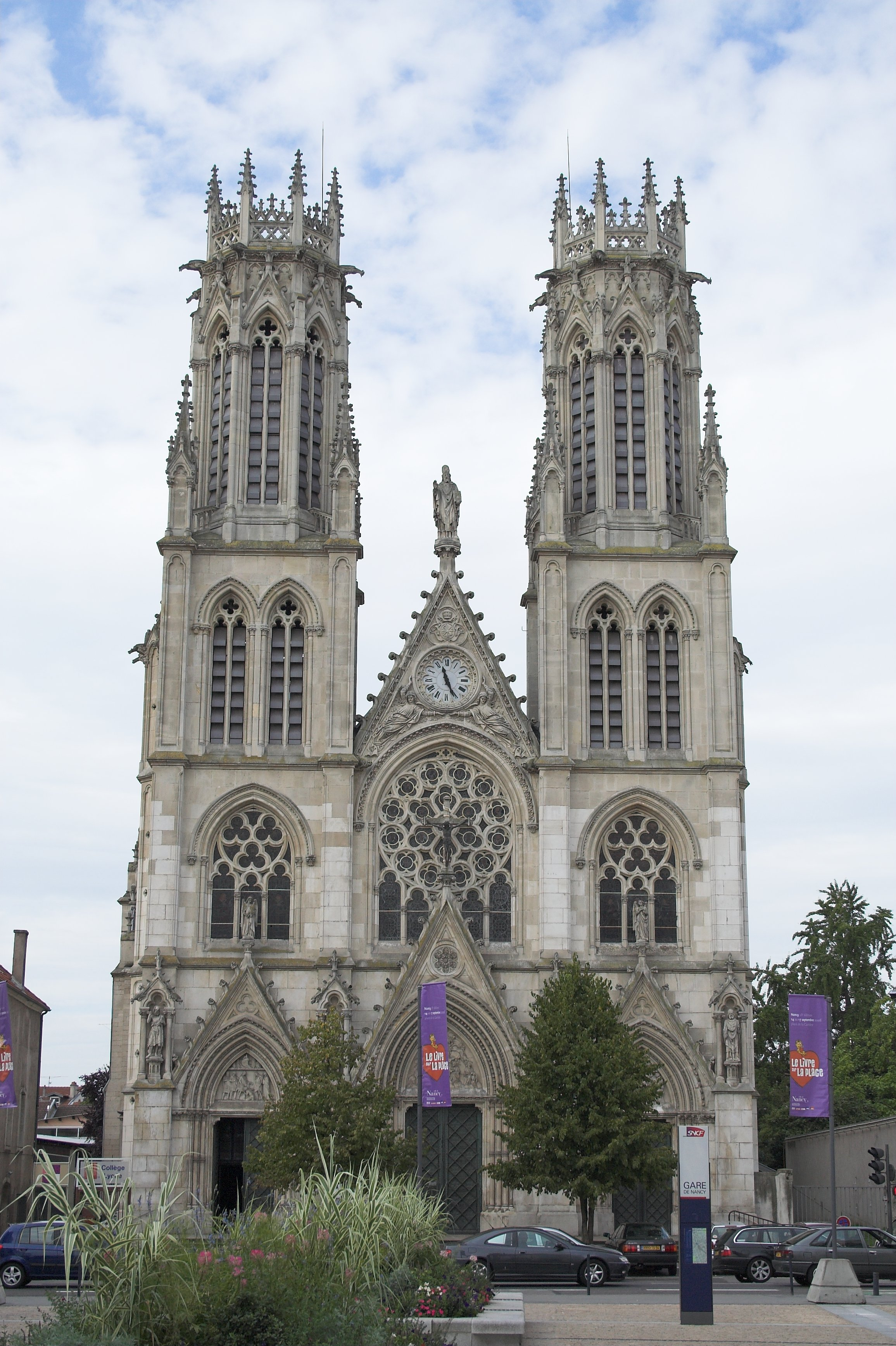
ナンシー（フランス）の聖レオ教会